# 죽서기년
《죽서기년》(竹書紀年)은 중국의 편년체 역사서이다. 기년(紀年), 급총기년(汲塚紀年)이라고도 한다. 황제의 시대로부터 위 양왕(襄王)에 이르기까지의 일이 저술되어 있으며, 저자는 알려지지 않았다. 《좌전》, 《사기》와 더불어 중국의 고대사를 연구하는 주요 사서 중 하나이다.
《죽서기년》은 한대에는 대체로 흩어져 있었으나 서진 시대인 279년 현재의 하남성에서 위나라 양왕의 무덤이 도굴되었는데 이로부터 문자가 기록된 많은 양의 죽간이 나와 나라에서 이를 옮겨 정리하였다. 대나무에 기록되어 있었기 때문에 '죽서기년'이라는 명칭이 붙여졌다. 《죽서기년》에는 《사기》 등에는 등장하지 않는 내용들이 있어서 이를 근거로 《사기》의 연표의 오류를 수정하기도 하였다. 《죽서기년》은 북송 시대에 다시 흩어졌고, 중화민국의 시기에 인용된 문헌으로부터 《죽서기년》의 복원이 시도되었다. 이를 '고본(古本) 죽서기년'이라 부른다. 명나라 시대에 별도로 《죽서기년》이 출현하였으나 원본과 달라 위작으로 여겨지고 있는데, 이를 '금본(今本) 죽서기년'이라 부른다.

## 문학
- Nivison, David S., 'Chu shu chi nien' in: Early Chinese Texts. A Bibliographical Guide (Loewe, Michael, ed.) p.39-47, Berkeley: Society for the Study of Early China, 1993, ISBN 1-55729-043-1.
- Shaughnessy, Edward L., 'The Editing and Editions of the Bamboo Annals', in: ibid, Rewriting Early Chinese Texts, Albany (State University of New York Press) 2006, ISBN 0-7914-6643-4.
- Nivison, David S., (倪德衛), The Riddle of the Bamboo Annals (竹書紀年解謎), Taipei (Airiti Press Inc.) 2009, ISBN 978-986-85182-1-6. For the content sanmin.com.tw 보관됨 2012-02-29 - 웨이백 머신, Airiti Press, Amazon or ebook, or for a written summary by Nivison himself here 보관됨 2009-07-02 - 웨이백 머신.
- SHAO, Dongfang, (邵東方), Critical Reflection on Current Debates about The Bamboo Annals, Taipei (Airiti Press Inc.) 2010, ISBN 978-986-85182-9-2. For the content Airiti Press, Sanmin.com.tw 보관됨 2020-03-28 - 웨이백 머신 or Ebook.
- Nivison, David S., 'The Dates of Western Chou', in: Harvard Journal of Asiatic Studies 43 (1983) pp. 481-580.
- Nivison, David S., The Key to the Chronology of the Three Dynasties. The "Modern Text" Bamboo Annals, Philadelphia (Department of Asian and Middle Eastern Studies, University of Pennsylvania) 1999, Sino-Platonic Papers 93. see summary.
- Shaughnessy Edward L., 'On the Authenticity of the Bamboo Annals', in: Before Confucius. Studies in the Creation of the Chinese Classics, Ithaca (SUNY Press) 1997, ISBN 0-7914-3378-1, pp.69-101,.:Also published in: Harvard Journal of Asiatic Studies vol. 46 (1986), pp. 149-180.